# Norsk Ornitologisk Forening
Norsk Ornitologisk Forening (NOF) er en ideel forening som har beskyttelse af fugle som sin vigtigste opgave. Foreningen arbejder for beskyttelse af naturen, særlig fuglefaunaen, og for at fremme interessen for og bedre kundskaben om fugle, samt at stimulere til forskellige ornitologiske aktiviteter. Foreningen er også et bindeled mellem Norges fugleinteresserede. Foreningen arrangerer ture og foredrag og har ca. 9.000 medlemmer.
NOF ble stiftet i 1957. Foreningens medlemmer modtager tidsskriftet Vår Fuglefauna fire gange om året. Derudover udgiver NOF fagtidsskriftet Ornis Norvegica (to gange om året) og rekrutteringstidsskriftet Fuglevennen (to gange om året).